# Iveta Vítová
Iveta Vítová (roz. Lutovská, * 14. května 1983 Jindřichův Hradec) je česká modelka, Česká Miss 2009 a moderátorka.

## Vzdělání a profese
V roce 2002 maturovala na Obchodní akademii v Třeboni. Poté v letech 2002–2005 studovala  na Vyšší odborné škole v Českých Budějovicích obor Obchodní podnikání a dálkově absolvovala bakalářské studium v oboru Management. Od října 2009 pokračovala magisterským studiem oboru Sociální a masová komunikace na Univerzitě Jana Amose Komenského Praha, které dokončila v červnu 2011. Od srpna 2012 začala pracovat jako moderátorka zpravodajství televize Nova.

## Modeling
Modelingu se věnuje od svých 14 let. Vystudovala bakalářské studium na vysoké škole ekonomického zaměření, ale pokračovala v kariéře modelky. Pokus o úspěch v Miss České republiky se jí roku 2004 nepovedl. V roce 2007 získala titul Miss Model of the World v Číně.
V roce 2009 se ve snaze o další impuls pro vlastní modelingovou kariéru přihlásila do soutěže Česká Miss. V době soutěže měřila 181 cm a měla míry 92–62–93. Bylo jí 25 let, tedy podstatně více než jejím soupeřkám. Zkušenosti a suverenita ale byly podstatné faktory jejího vítězství.
V 58. ročníku Miss Universe na Bahamách obsadila Vítová osmé místo, přičemž to byl nejlepší výsledek vítězky soutěže Česká miss v historii.
Byla tváří spotřebičů Whirlpool, od roku 2008 tváří automobilů Lancia pro Českou republiku a v roce 2009 osobně propagovala fitness kolekci značky Litex.
Věnuje se i humanitárním aktivitám, zúčastnila se například projektu na pomoc chudé komunitě v keňském Itibu.

## Osobní život
Dne 9. září 2011 se v golfovém resortu pod Kunětickou horou provdala za Jaroslava Víta, jehož příjmení po svatbě převzala. Partneři se pro sňatek rozhodli ani ne po roční známosti. Do roku 2010 byl devět let partnerem Ivety Lutovské Radovan Hynek z Třeboně.[zdroj?]
V létě roku 2022 se s manželem rozešla.